# Daumenregister

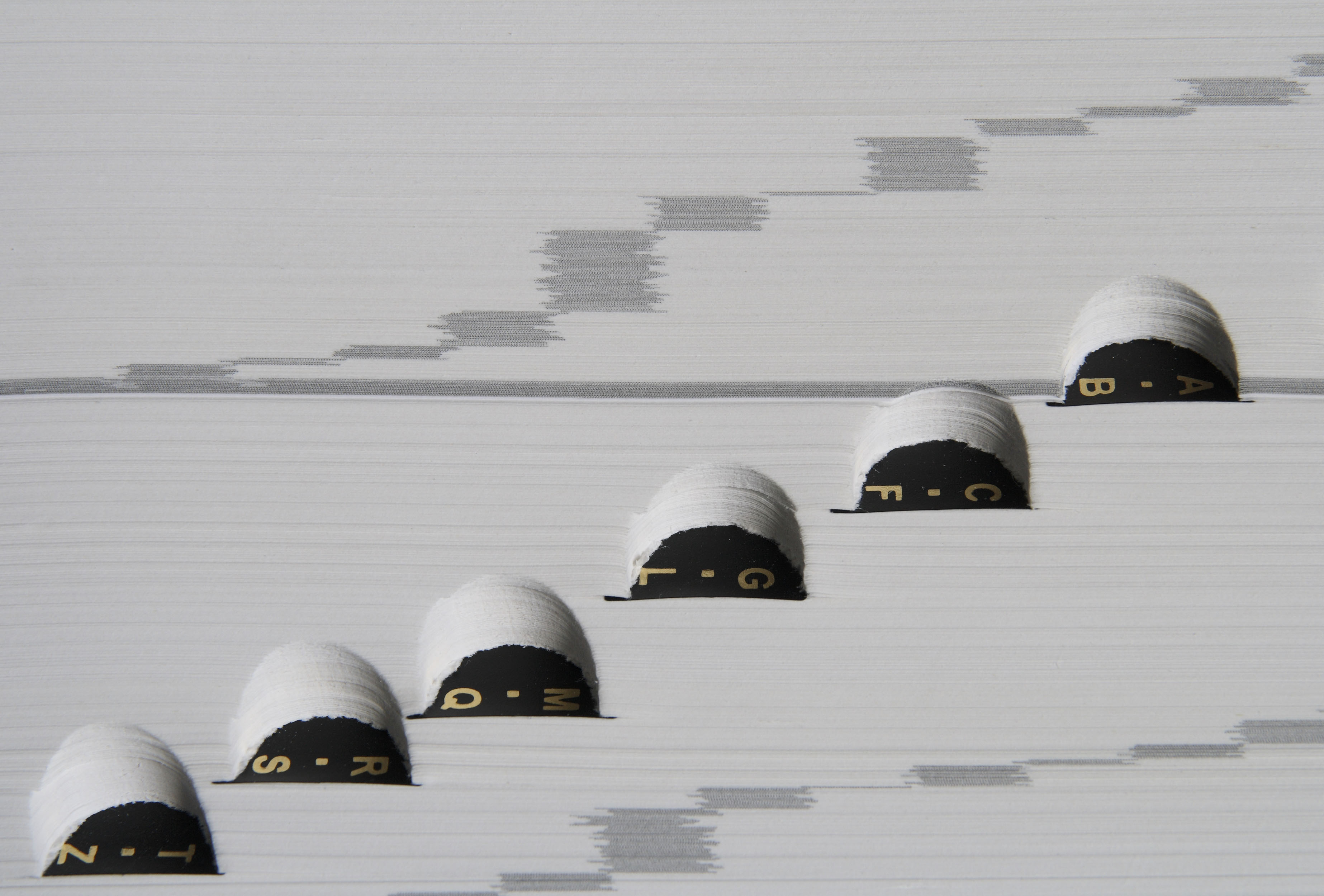
Daumenregister eines Wörterbuches

Ein Daumenregister, auch Griffregister oder Grifflochregister, sind die bei Büchern an der vorderen Kante (Vorderschnitt) angebrachten stufenförmigen gestanzten Ausschnitte. 

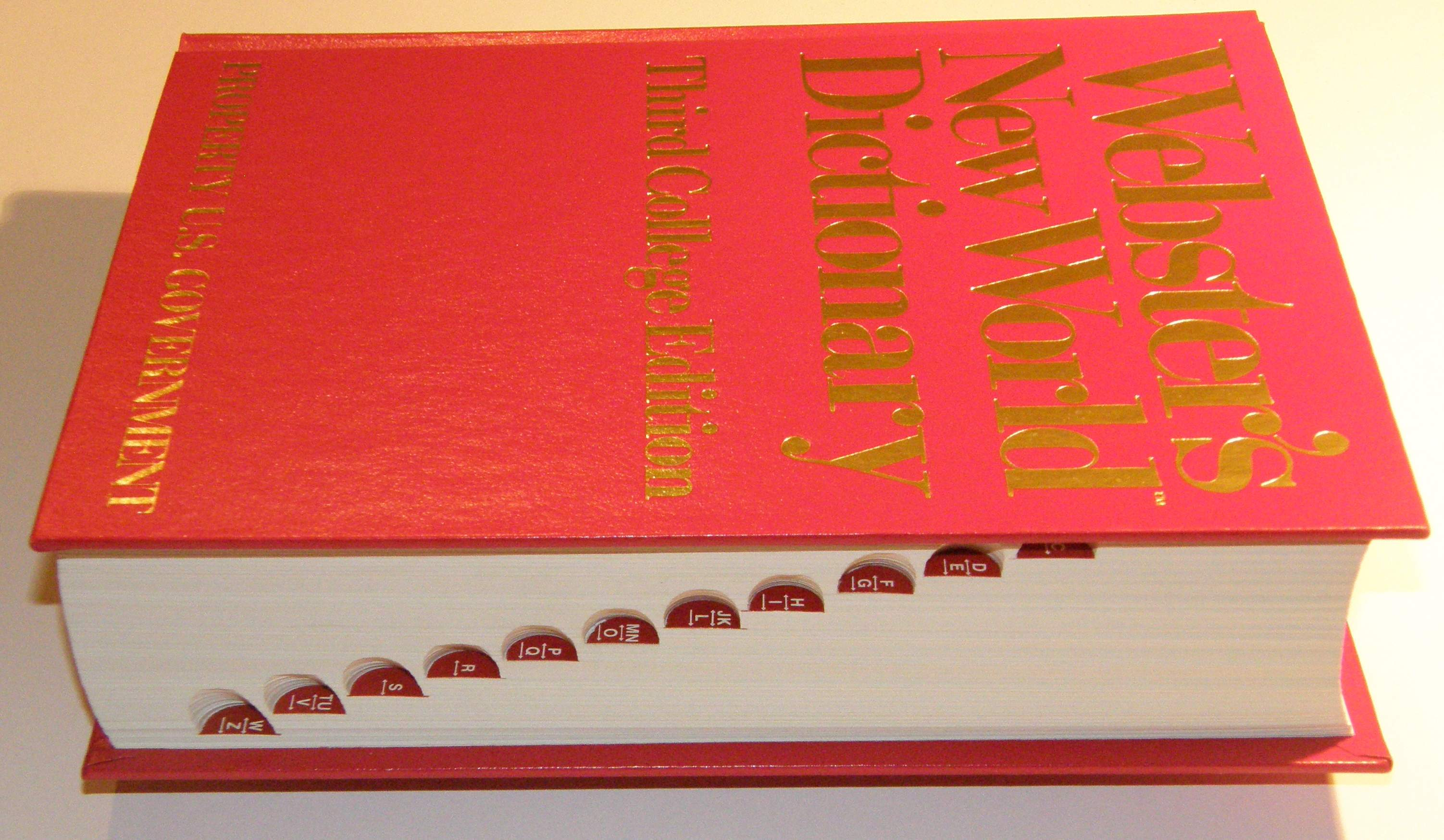
Lexikon mit Daumenregister

Ein Daumenregister wird meist bei Nachschlagewerken, aber auch bei z. B. Adressbüchern, verwendet, um die gesuchte Stelle schneller zu finden. Die halbrunden oder eckigen Griffstellen können mit Registerschildern aus Papier, Leinen oder Leder  beklebt sein, auf den Buchstaben oder Zahlen aufgedruckt sind. Durch die vorgefertigte, ausgestanzte Griffleiste gelangt man durch „einen Griff“ zur richtigen Stelle.
Das Daumenregister ist nicht zu verwechseln mit der Handmarke.